# Willem Drost

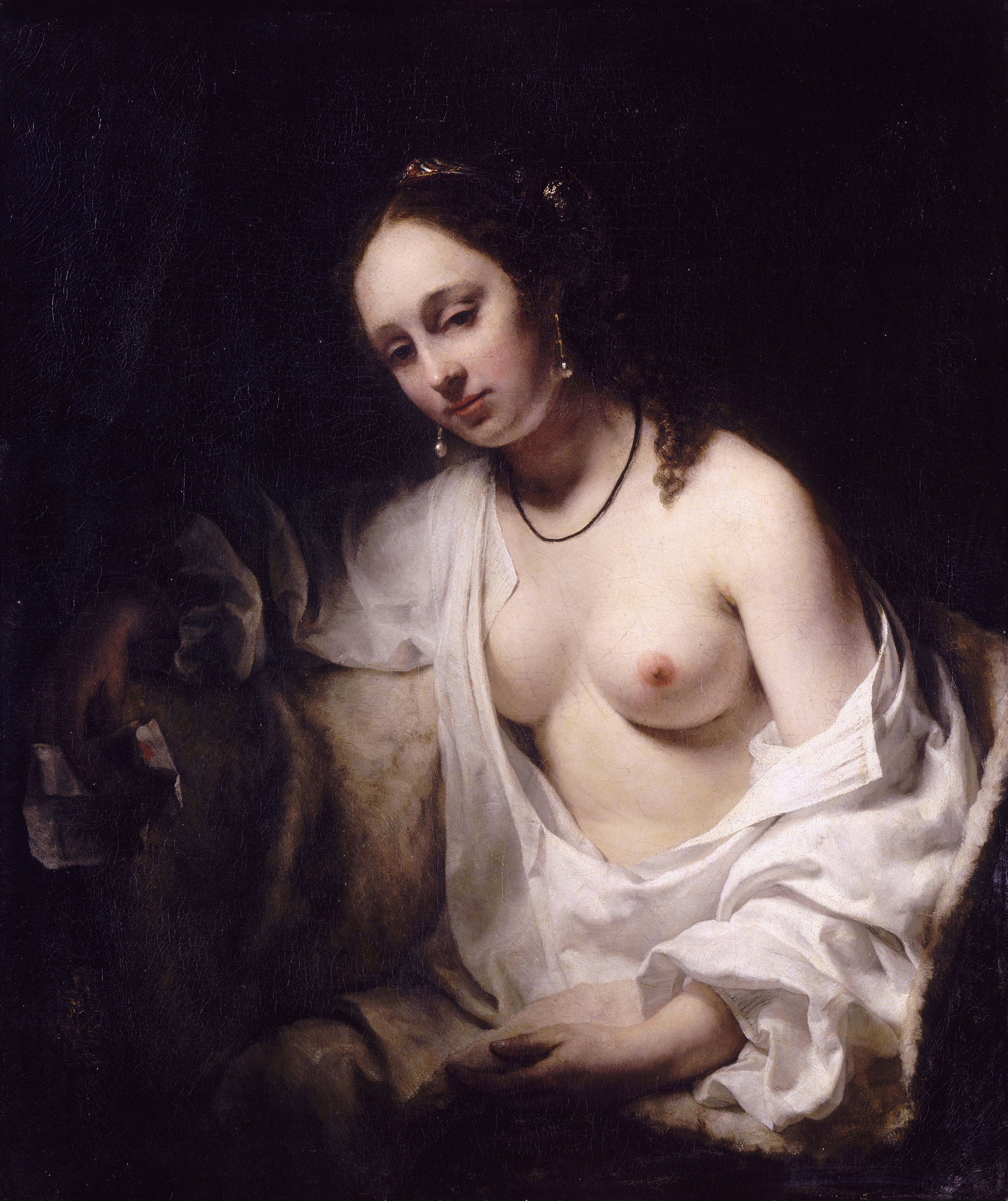
Willem Drost, Batszeba (1654), Luwr Paryż

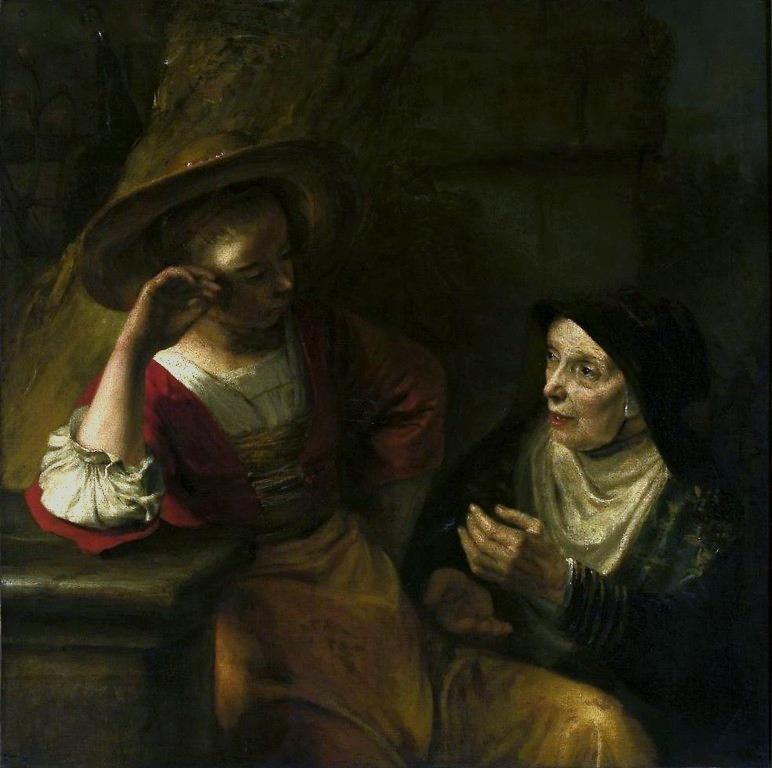
Willem Drost, Vertumnus i Pomona, Muzeum Narodowe w Warszawie

Willem Drost (ur. 19 kwietnia 1633 w Amsterdamie, pochowany 25 lutego 1659 w Wenecji) – holenderski malarz okresu baroku.
W późnych latach 40. XVII w. był uczniem Rembrandta. Ok. 1650 wyjechał do Rzymu, gdzie zetknął się z caravaggionistami: Johannem Karlem Lothem i Janem van der Meerem. Ok. 1657 osiadł w Wenecji. W późniejszym okresie twórczości powrócił do stylu Rembrandta.
Malował sceny biblijne, mitologiczne, rodzajowe oraz portrety. Przypisuje mu się wiele dzieł uważanych tradycyjnie za obrazy Rembrandta.

## Wybrane dzieła
- Autoportret – ok. 1645, Kolonia, Wallraf-Richartz-Museum;
- Wizja Daniela –  1650, Berlin, Gemäldegalerie;
- Tymoteusz ze swoją babcią Lois –  ok. 1650, 117 × 89 cm, Ermitaż;
- Rut i Noemi–  1650-1652, Oksford, Ashmolean Museum;
- Portret młodej kobiety – 1653-1655, Londyn, National Gallery;
- Batszeba – 1654, Paryż, Luwr,
- Popiersie mężczyzny w kapeluszu z szerokim rondem – ok. 1654, Dublin, Narodowa Galeria Irlandii;
- Starzec z księgą – po 1654, Warszawa, Muzeum Narodowe;
- Sybilla – 1654-1656, Nowy Jork, Metropolitan Museum of Art;
- Autoportret – 1655-1663, Florencja, Uffizi;
- Św. Mateusz z aniołem – 1660-1650, Raleigh, North Carolina Museum of Art;

- Portret kobiety –  Haga, Museum Bredius;
- Portret młodej kobiety –  Drezno, Gemaeldegalerie;
- Vertumnus i Pomona –  Warszawa, Muzeum Narodowe.